# 대한민국 민법 제1103조
대한민국 민법 제1103조는 유언집행자의 지위에 대한 민법 상속법 조문이다.

## 조문
제1103조(유언집행자의 지위) ① 지정 또는 선임에 의한 유언집행자는 상속인의 대리인으로 본다.
②제681조 내지 제685조, 제687조, 제691조와 제692조의 규정은 유언집행자에 준용한다.

第1103條(遺言執行者의 地位) ① 指定 또는 選任에 依한 遺言執行者는 相續人의 代理人으로 본다.
②第681條 乃至 第685條, 第687條, 第691條와 第692條의 規定은 遺言執行者에 準用한다.

## 참고 문헌
- 오현수, 일본민법, 진원사, 2014. ISBN 978-89-6346-345-2
- 오세경, 대법전, 법전출판사, 2014 ISBN 978-89-262-1027-7
- 이준현, LOGOS 민법 조문판례집, 미래가치, 2015. ISBN 979-1-155-02086-9